# VI. Henrik, 2. rész (Shakespeare)
VI. Henrik Shakespeare királydráma trilógiájának második része. A VI. Henrik angol király és a Rózsák háborúja által inspirálta mű 1592 környékén íródott és 1594-ben került először publikálásra. A mű Angliában játszódik.

## Szereplők
| Eredeti | Lőrinczy L. Zsigmond fordításában | Németh László fordításában |
| King Henry the Sixth | Hatodik Henrik király | VI. Henrik király |
| Humphrey, Duke of Gloucester, his Uncle | Humphrey, Gloster herczeg, nagybátyja                                                                                                   | Humphrey, Gloster hercege, a nagybátyja |
| Cardinal Beaufort, Bishop of Winchester, Great-uncle to the King                                                                                                  | Beaufort bibornok, winchesteri püspök                                                                                                   | Beaufort bíboros, winchesteri püspök, a király dédnagybátyja                                                                                             |
| Richard Plantagenet, Duke of York | Plantagenet Rikhárd, York herczeg | Richárd Plantagenet York hercege |
| Edward and Richard, his Sons | Edvárd és Rikhárd, fiai | Edwárd és Richárd, fiai |
| Duke of Somerset | Somerset herczeg | Somerset hercege |
| Duke of Suffolk | Suffolk herczeg | Suffolk hercege |
| Duke of Buckingham | Buckingham herczeg | Buckingham hercege |
| Lord Clifford and Young Clifford, his Son | Clifford lord és fiai, a király pártján                                                                                                 | Lord Clifford ifjú Clifford, a fia |
| Earl of Salisbury, Earl of Warwick, his Son | Salisbury gróf, Warwick gróf, a yorki párton                                                                                            | Salisbury grófja |
| Lord Scales | Scales lord, a Tower parancsnoka | Lord Scales, a Tower parancsnoka |
| Lord Say | Say lord | Lord Say |
| Sir Humphrey Stafford and William Stafford, his Brother | Sir Humphrey Stafford és öccse | Sir Humphrey Stafford William Stafford, a fivére |
| Walter Whitmore | Whitmore Józsa | Walter Whitmore |
| A Lieutenant, a Master, and a Master’s Mate | Egy hajóskapitány, kormányzó, ennek társa                                                                                               | Egy tengerészkapitány Hajómester A mester segédje |
| Two Gentlemen, Prisoners with Suffolk | Két nemes, Suffolk fogolytársai | Két nemesember, Suffolk fogolytársai |
| Vaux John Hume and John Southwell, Priests | Vaux, Hume és Southwell, a papok | Vaux John Hume és John Southwell, papok |
| Roger Bolingbroke, a Conjurer | Bolingbroke, szellemidéző | Bolingbroke, szellemidéző |
| Thomas Horner, an Armourer | Horner Tamás, fegyverkovács | Thomas Horner, fegyverkovács |
| Peter, his Man | Péter, inasa | Peter, az inasa |
| The Clerk of Chartham | A chatami kosta | Chathami írnok |
| The Mayor of Saint Albans | Sz. Albans városnagyja | Saint Albans polgármestere |
| Simpcox, an Impostor | Simpcox, csaló | Simpcox, csaló |
| Two Murderers | Két gyilkos | Két gyilkos |
| Jack Cade, a Rebel Bevis, John Holland, Dick the Butcher, Smith the Weaver, Michael, etc., Followers of Cade                                                      | Cade Jankó, György, János, Dick, Smith takács, Mihály, stb., Cade párthívei                                                             | Jack Cade, lázadó hívei, George Bevis John Holland Dick, mészáros Smith, takács Michael                                                                  |
| Alexander Iden, a Kentish Gentleman | Iden Sándor, kenti nemes | Alexander Iden, kenti nemesember |
| Margaret, Queen to King Henry | Margit, Henrik király neje | Margit, Henrik király felesége |
| Eleanor Cobham, a Duchess of Gloucester | Eleonora, Gloster herczegnő | Eleanor, Gloster hercegné |
| Margery Jourdain, a Witch, Wife to Simpcox | Jourdain Margit, boszorkány, Simpcox neje                                                                                               | Margery Jourdain, boszorkány, Simpcox felesége |
| Lords, Ladies, and Attendants; Herald; Petitioners, Aldermen, a Beadle, Sheriff, and Officers; Citizens, Prentices, Falconers, Guards, Soldiers, Messengers, etc. | Urak, hölgyek, kiséret; hirnök; kérelmezők, aldermanek, poroszló, sheriff, hivatalnokok; polgárok, inasok, őrök, katonák, hírvivők stb. | Urak, hölgyek, kíséretbeliek, kérvényezők, városatyák, egy törvényszolga, sheriff és tisztek; polgárok, inasok, solymászok, őrök, katonák, hírnökök stb. |

## Cselekmény

### Első felvonás, első szín
Suffolk VI. Henrik jövendőbeli hitvesével, Margittal érkezik az angol királyi udvarba. VI. Henrik csókkal köszönti Margitot. A lordok térdre borulnak és együtt örvendenek Margitnak. Suffolk egy dokumentumot ad át Glosternek, amelyben Anglia és a francia király, Károly közti békéről szerződtek 18 hónapra. Gloster felolvassa. A dokumentum kimondja, Margit az elkövetkező év május harmincadikára legyen királynévá koronázva és az Anjou és Maine területeit adják át a királynak. Gloster ennek hallatán elejti a dokumentumot és nem tudja folytatni a felolvasást. Winchester felszedi a földről a dokumentumot és folytatja. A dokumentum további része kimondja, hogy VI. Henrikre hárul Margit pénzügyi terhe. VI. Henrik herceggé avatja Suffolkot. Yorkot felfüggeszti Franciaországban tartózkodásából. Köszönetet mond az összegyűlteknek és felkéri őket, hogy készüljenek a koronázásra. VI. Henrik, Margit és Suffolk herceg elmegy. Gloster megalázónak tartja a megállapodást és ezt minden egybegyűltnek a tudomására adja. Winchester és Salisbury is elmondják véleményüket. Warwick sírni kezd és a helyzet igazságtalanságán tűnődik, miszerint ő erővel szerezte meg Anjou és Maine területét, a franciák meg csupán kedvességgel szerzik vissza. York folytatja a diskurzust. Gloster rágalmazza Suffolk herceget, majd Margitot is. Winchester próbálja lenyugtatni Glostert. Gloster elmegy.Winchester Gloster ellen inti a többieket. Buckingham felveti, hogy közösen leválthatják Glostert protektorátus pozíciójából. Winchester elmegy, hogy megossza a tervet Suffolk herceggel. Somerset nem ért egyet a tervvel, szerinte Winchester a protektor szerepet akarja. Yorkban megfogalmazódik a királyi trón elfoglalása.

### Első felvonás, második szín
Gloster és felesége, Eleanor beszélgetnek. Eleanor elképzeli, ahogy VI. Henrik és Margit előtt királynévá koronázzák. Gloster ráförmed nejére. Megérkezik a hírnök a király utasításával: Gloster induljon Saint Albans-ba. Eleanor megígéri, hogy csatlakozik férjéhez. Miután Gloster és a hírnök elmegy, Eleanor hívja Hume papot. Hume és Eleanor Jourdain Margit és Bolingbroke segítségével terveznek összeesküvést. Eleanor pénzt ad Hume-nak. Kiderül, a papot Suffolk herceg és Winchester is megbízta pénzzel Eleanor kordában tartására.

### Első felvonás, harmadik szín
Három kérelmező, közöttük Péter, a fegyverkovács inasa érkezik, hogy Suffolk herceg és Margit elé terjesszék petícióikat John Goodman, Suffolk herceg és a fegyverkovács ellen. Egy segéd elvezeti Pétert. A királyné összetépi a petíciókat, és azt parancsolja a másik két kérelmezőnek, hogy terjesszék Gloster elé a petícióikat. A kérelmezők elmennek. Margit királyné és Suffolk herceg a királyról és az udvar többi személyéről beszélnek. Megjelenik a király, Humphrey, a kardinális, Somerset, Buckingham, Salisbury, York, Warwick és Eleanor. Heves vita alakul ki. Gloster elmegy. Margit királyné megüti legyezőjével Eleanort. Eleanor mérgesen elviharzik, Buckingham utána megy. Megérkezik Gloster, aki Yorkot ajánlja Franciaország helytartójának. Megjön a fegyverkovács és inasa is. Suffolk herceg elmagyarázza a királynak, hogy ez a két ember hazaáruló: megvetik VI. Henriket és Yorkot tartják hű trónörökösnek. A fegyverkovács váltig állítja, hogy igazságtalanul lett meggyanúsítva és az inasa az egyetlen áruló. Gloster Somersetet választja Franciaország helytartójaként. Az inas kegyelemért könyörög. A király börtönbe záratja a fegyverkovácsot és az inast.

### Első felvonás, negyedik szín
A boszorkány Jourdain Margit, Hume és Southwell papok és Bolingbroke, a szellemidéző rítust tartanak Eleanor kérésére. Megidéznek egy szellemet, akit a királyi udvar jövőjéről kérdeznek. A szellem elárulja a király, Suffolk és Somerset sorsát, majd távozik. Ekkor beront York, Buckingham, Humphrey Stafford és gárdájuk. Letartóztatják a tetteseket és elkobozzák az írásaikat. Eleanort Stafforddal megy. Buckingham York elé viszi az elkobzott papírokat. York vacsorázni invitálja Salisburyt és Warwickot másnap estére.

### Második felvonás, első szín
VI. Henrik, Margit királyné, Gloster, Winchester és Suffolk herceg vadászaton vesznek részt. Hirtelen megjelenik egy Saint Alban-i ember aki szerint csoda történt: egy vak ember visszaszerezte látását. Megérkezik Saint Albans városnagyja, Simpcox és neje. Simpcox-ot a király elé vezetik, és beszédbe elegyednek. Simpcox állítása szerint vakon született, de most csoda folytán tökéletesen lát. Az egybegyűltek kíváncsiak, sorra teszik fel Simpcoxnak kérdéseiket. Gloster ostort kér, hogy megbüntesse Simpcoxot csalásáért. Simpcox elmenekül. Ezután Buckingham hírrel érkezik: Eleanor és társai összeesküdtek a király ellen. VI. Henrik úgy dönt, másnap vonják kérdőre a tetteseket.

### Második felvonás, második szín
York próbálja meggyőzni Salisburyt és Warwicket arról, hogy ő érdemli a trónt és nem VI. Henrik.

### Második felvonás, harmadik szín
Elérkezett az ítélet napja. A király a boszorkányt máglyára, a három férfit halálra, Eleanort pedig száműzetésre ítéli. Gloster sem marad büntetés nélkül: lemond protektorátus posztjáról. Gloster a király előtt hagyja pálcáját, majd távozik. Majd harc következik a fegyverkovács és inasa között. Péter szétosztja vagyonát. A harc elkezdődik, és Péter megöli mesterét.

### Második felvonás, negyedik szín
Gloster végignézi ahogy nejét, Eleanort nyilvánosan megalázza a királyi udvar. Eleanor mezítláb van, a hátán ragasztott papírok. A király meginvitálja Glostert az egy hónap múlva tartandó parlamenti ülésre. Gloster nem köszön el nejétől, de egy ideig beszélgetnek, majd Gloster távozik. Eleanor elindul véghez vinni száműzetését Stanley kíséretében.  

### Harmadik felvonás, első szín
A Bury St. Edmundi apátság a helyszín. Amint Gloster megérkezik, Suffolk letartóztatja felségárulásért. Glostert a Franciaországban tartózkodó hadsereg zsoldjának elkobzásával vádolják. A bíborost bízzák meg Gloster felügyelésére, majd elvezetik a vádlottat. A király ártatlannak tartja Glostert, majd elhagyja a helyszínt. Margit, a hercegek és a bíboros Gloster meggyilkolását tervezik. A bíboros és Suffolk egyezséget kötnek, hogy szereznek valakit aki véghez viszi a tettet. Egy hírnök fut be: az Írországi hadsereg segítségre szorul. Yorkot nevezik ki Írország helytartójának, Suffolk pedig katonáit küldi oda.

### Harmadik felvonás, második szín
Két gyilkos siet Bury St. Edmund udvari termébe. Hírrel érkeztek Suffolk elé: megölték Glostert. Suffolk megjutalmazza őket, majd a gyilkosok elmennek. Belépnek a felségek, a király Glostert kéreti kihallgatásra. Suffolk indul Glosterért, majd sápadtan tér vissza, és közli: Gloster meghalt. A király elájul. Warwick és Salisbury szerint az a hír járja, hogy Gloster nem természetes halált halt. Warwick a király elé viszi Gloster holttestét. Warwick megállapítja, hogy Glostert megfojtották és Suffolk a tettes a bíborossal együtt. Suffolk és Warwick között tetőzik a feszültség, kardot rántanak egymásra. A nép Suffolk száműzetését vagy azonnali halálát követeli. A király végül száműzi Suffolkot. Vaux hírrel érkezik: Beaufort halálos ágyán van. Margit és Suffolk könnyes búcsút vesz egymástól.

### Harmadik felvonás, harmadik szín
A király, Salisbury és Warwick meglátogatják a bíborost halálos ágyán. A bíboros mérget kér hogy örök nyugalomra hajthassa fejét.

### Negyedik felvonás, első szín
A helyszín Kent partja. Suffolk érkezik száműzetésbe. A kapitány és csapata, Water Whitmore-al együtt megölik Suffolkot. A többi fogoly közül váltságdíj ellenében elengednek egy nemest. A nemes Suffolk holtteste láttán elhatározza, a király elé viszi a fejét hogy megbosszulják halálát.

### Negyedik felvonás, második szín
A helyszín Blackheath. Cade felkelést szervez híveivel VI. Henrik ellen. Megérkezik a charthami írnok, zsebében egy piros betűkkel írt könyvvel. Cade kötél általi halálra ítéli az írnokot. Megérkezik Humphrey Stafford és testvére, hogy leverjék a felkelést. A testvérpár parancsa szerint a felkelőkre halál vár. 

### Negyedik felvonás, harmadik szín
Cade és hívei Staffordot és testvérét megölték, a hadseregükön felülkerekedtek. Cade Londonba indul, ott tervezi folytatni a felkelést.

### Negyedik felvonás, negyedik szín
A helyszín London. VI. Henrik felolvassa Cade követeléseit miközben Margit királyné Suffolk fejét szorongatja. Cade Lord Say halálát kívánja. Hír érkezik Cade-ről és a felkelésről: Cade Mortimernek állítja magát és London Bridge-hez tartanak. Buckingham, a király és királyné elmenekülnek. Lord Say Londonban marad.

### Negyedik felvonás, ötödik szín
A Towerben pár polgár Lord Scales tudomására adják Cade felkelésének állapotát: elfoglalták London Bridge-et. Lord Scalest aggasztja, hogy a felkelés következő potenciális helyszíne a Tower lesz, ezért hadsereget küld Smithfield-be, Matthew Goffe vezetésével.

### Negyedik felvonás, hatodik szín
Cade hívei előtt kijelenti, hogy ő Lord Mortimer. Egy katona Jack Cade-nek hívja, ezért megölik. Dick Cade tudomására adja, hogy egy hadsereg várja a felkelőket Smithfield-nél. Cade parancsba adja, hogy gyújtsanak fel mindent és harcba indulnak.

### Negyedik felvonás, hetedik szín
A Smithfieldi csatában Cade felkelői mindenkit megölnek. Cade elé viszik Lord Sayt, akit a következőkkel vádolják: eladta a franciaországi angol tartományokat, iskolát alapított és börtönbe vetette az olvasni nem tudókat. Lord Say életéért könyörög, de mind hiába, fejét veszik. 

### Negyedik felvonás, nyolcadik szín
A felkelők Southwarkban tartanak, amikor Buckingham és Clifford érkezik csapatukkal. Buckingham és Clifford a felkelőkhöz szól: a király megbocsájt nekik, ha leteszik a kardot. Clifford és Cade felváltva szónokolnak. A felkelők mindig az akkori szónok oldalán állnak. Cade megrökönyödik hívei befolyásoltságán, majd elmenekül. Cade elfogására Buckingham 1000 korona jutalmat tűz ki. Cade híveit a király elé vezetik.

### Negyedik felvonás, kilencedik szín
Buckingham és Clifford VI. Henriknek jelentenek a Southwarkban történtekről. A király megbocsájt a felkelőknek. Hír érkezik:York visszatér Írországból hogy legyőzze hadseregével az áruló Somersetet. A király Buckinghamra bízza Yorkot, Somersetet pedig a Towerben próbálja elbújtatni.

### Negyedik felvonás, tizedik szín
Öt nap éhezés után Cade egy erdei ház kertjében keres élelmet. A ház ura, Iden rátalál Cade-re. Cade kardot ránt Idenre, majd a párbajban Cade elesik. Iden áldozata végső szavai ráébresztik Cade mivoltára. Cade fejét Iden a király elé viszi.

### Ötödik felvonás, első szín
York megérkezik hadseregével és Somersetet kéreti, azonban Buckingham szerint Somerset a Towerban raboskodik. York hazaküldi seregét. Alexander Iden a király elé viszi Cade fejét. A király lovaggá üti Ident. Somerset és Margit érkezik. Somerset láttára Yorkot elönti a düh és királynak hívja magát. Harc indul a trónért.

### Ötödik felvonás, második szín
York és Clifford összecsapnak. Clifford elesik a csatában. Somersetet York fia, Richárd által találja a halál. A király és királyné nem tudják mitévők legyenek. A király nem kíván se harcolni, se elmenekülni. A királyné azt javasolja menjenek Londonba, ahol királypártiak az emberek. A király és királyné elmenekülnek.

### Ötödik felvonás, harmadik szín
York, Richárd és Warwick győztesen kerülnek ki a csatából. Warwick azt javasolja induljanak Londonba mielőtt a király megérkezne és győzzék le ott is. Közösen útnak is indulnak.

## Körülményei
VI. Henrik második része Shakespeare korai művei közé tartozik. A Shakespeare kutatók 1592 körülre helyezik a drámai mű keletkezését . VI. Henrik második része először 1594-ben  jelenik meg The Contention címmel . 1595-ben The True Tragedy címmel oktávó formátumban, majd 1600-ban kvartó méretben, azaz negyedrét kiadványban publikálják újra . Ezt követően két színész, a John Heminge és Henry Condell által összeállított 1623-as első fólióban (F1) jelenik meg Shakespeare többi művével együtt .

## Témái

### Jog
A mű során többször előtérbe kerül az igazságszolgáltatás. A királyi udvar számára fontos a bűnösök felelősségre vonása, viszont rendszeresen rossz ítéletet hoznak. Nina Levine ezt tovább taglalja: szerinte Gloster és a fegyverkovács tárgyalása megváltoztatta az emberek szerepét az igazságszolgáltatásban . A jogászokban való kételkedés fellelhető a darabban. Nagy Tamás, amikor a britek és a jogászok kapcsolatáról értekezik tanulmányában, rögtön VI. Henrik egyik sorát hozza fel példaként: “Az első tennivaló: öljünk meg minden törvénytudót” és ezt “ősi angol ellenszenvnek” nevezi.

### Vallás
A vallás fontos szerepet tölt be a műben. Ahogy Glenn C. Arbery is megjegyezte, kritikusan mutatja be VI. Henrik második része a katolikus egyházat. A színműben szereplő papok pénzéhesek és hatalomra vágynak. A gyilkosságtól sem fordulnak el: Beaufort bíboros részt vett Gloster meggyilkolásának tervében. A papok Jourdain Margittal, a boszorkánnyal és a szellemidéző Bolingbroke-al is konspiráltak: közösen megidéztek egy szellemet és a királyi udvar jövőjéről kérdezték.

### Halál
A halál fontos szerepet tölt be a drámában. Az első haláleset a második felvonás első színében következik be a fegyverkovács halálával és hurrikánként söpör végig a mű további részében. A halál mint egy elkerülhetetlen, predesztinált eseményként jelenik meg: már az első felvonásban egy szellem megjósolja VI. Henrik, Suffolk és Somerset halálát. A halálesetek olvasata drasztikusan eltér egymástól: Gloster halála tragikus, körülményei zavarosak , Suffolk herceg végzete pedig egyfajta haláltáncként értelmezhető .

## Magyar fordítások (válogatott lista)
1855 – Csepregi Lajos, Tóth József
1869 – Lőrinczy L. Zsigmond
1985 – Németh László
A Németh László fordításában kiadott mű 24950 példányban került nyomtatásra a hátoldalán található információk alapján.
1999 – Imreh András

## Színházi produkciók (válogatott lista)

### Magyar produkciók
1855 – Fehér és piros rózsa – Nemzeti Színház
1967 – Rózsák háborúja – Pécsi Nemzeti Színház, rendező: Dobai Vilmos
1975 – VI. Henrik – Szegedi Nemzeti Színház, rendező: Sándor János
1999 – York napsütése – Pécsi Nemzeti Színház, rendező: Hargitai Iván

### Anglo-amerikai produkciók
1899 – Henry VI, Part 2 – Shakespeare Memorial Theatre (Stratford-upon-Avon)
1901 – Henry VI, Part 2 – Shakespeare Memorial Theatre (Stratford-upon-Avon)
1906 – Henry VI, Part 2 – Shakespeare Memorial Theatre (Stratford-upon-Avon)
1909 – Henry VI, Part 2 – Shakespeare Memorial Theatre (Stratford-upon-Avon)
1977 – Henry VI, Part 2 – Royal Shakespeare Theatre – rendező: Terry Hands
1978 – Henry VI, Part 2 – Theatre Royal (Newcastle-upon-Thyne) – rendező: Terry Hands
2000 – Henry VI – Battle for the Throne – Swan Theatre
2001 – Henry VI, Part 2 – Young Vic (London) – rendező: Michael Boyd
2001 – Henry VI, Part 2 – Power Center for the Performing Arts (Michigan, USA) – rendező: Michael Boyd
2008 – Henry VI, Part 2 – The Roundhouse (London) – rendező: Michael Boyd

### TV-adaptációk
“Henry VI, Part 2” (The Hollow Crown) – 2016 – a BBC Two tévécsatornán játszott brit tévésorozat második évadának második része.

### Könyvek
- ↑ Németh László fordítás: Shakespeare, William. VI. Henrik II. (magyar nyelven). Európa Könyvkiadó (1985). ISBN 963 07 3476 1

### Folyóiratok
- ↑ MacKenzie: MacKenzie, Clayton (2015). „Of Death and Dukes: King Henry VI Part 2 and the Danse Macabre”. 'Journal of English Studies'. (Hozzáférés: 2022. november 19.)

- ↑ Levine: Levine, Nina (1994). „Lawful Symmetry: The Politics of Treason in ‘2 Henry VI’”. 'Renaissance Drama' 25., 197-218. o. (Hozzáférés: 2022. november 19.)

- ↑ Nagy Tamás: Nagy, Tamás (2007). „Jog és irodalom: Kezdetek és eszmények”. 'Iustum Aequum Salutare' III., 57-69. o. (Hozzáférés: 2022. november 19.)

- ↑ Saunders: Saunders, Claire (1985). „'Dead in His Bed': Shakespeare's Staging of the Death of the Duke of Gloucester in 2 Henry VI”. The Review of English Studies 36 (141), 19-34. o. (Hozzáférés: 2022. november 19.)

### Honlapok
- ↑ Arbery: Arbery C. Glenn: The Problem of Catholicism in the Henry VI Plays. portsmouthinstitute.org. Portsmouth Institute, 2021. (Hozzáférés: 2022. november 19.)

- ↑ BBC Two: Henry VI Part 2.. www.bbc.co.uk. BBC Two. (Hozzáférés: 2022. október 28.)

- ↑ Knowles: Ronald Knowles: King Henry VI Part 2. archive.org. The Arden Shakespeare, 2004. (Hozzáférés: 2022. október 28.)

- ↑ MEK: VI. Henrik király második rész.. mek.oszk.hu. (Hozzáférés: 2022. november 19.)

- ↑ Nagy Attila: Nagy Attila: Arany János és a magyar Shakespeare-honosítás. Magyar Művészet, 2017. (Hozzáférés: 2022. november 19.)

- ↑ OSZMI1: Shakespeare, William: York napsütése: (dráma két részben). Országos Színháztörténeti Múzeum és Intézet. (Hozzáférés: 2022. november 19.)

- ↑ OSZMI2: Shakespeare, William: Rózsák háborúja: (tragédia két részben). Országos Színháztörténeti Múzeum és Intézet. (Hozzáférés: 2022. november 19.)

- ↑ OSZMI3: Shakespeare, William: Fehér és piros rózsa: (dráma). Országos Színháztörténeti Múzeum és Intézet. (Hozzáférés: 2022. november 19.)

- ↑ OSZMI4: Shakespeare, William: VI. Henrik: (dráma két részben). Országos Színháztörténeti Múzeum és Intézet. (Hozzáférés: 2022. november 19.)

- ↑ RSC1: Henry VI, Part 2. Shakespeare Birthplace Trust. (Hozzáférés: 2022. november 19.)

- ↑ RSC2: Henry VI: The Battle for the Throne. Shakespeare Birthplace Trust. (Hozzáférés: 2022. november 19.)

- ↑ RSC3: Henry VI, Part 2. Shakespeare Birthplace Trust. (Hozzáférés: 2022. november 19.)

- ↑ RSC4: Henry VI, Part 2. Shakespeare Birthplace Trust. (Hozzáférés: 2022. november 19.)

- ↑ RSC5: Henry VI, Part 2. Shakespeare Birthplace Trust. (Hozzáférés: 2022. november 19.)

- ↑ RSC6: Henry VI, Part 2. Shakespeare Birthplace Trust. (Hozzáférés: 2022. november 19.)

- ↑ RSC7: Henry VI, Part 2. Shakespeare Birthplace Trust. (Hozzáférés: 2022. november 19.)

- ↑ RSC8: Henry VI,Part 2. Shakespeare Birthplace Trust. (Hozzáférés: 2022. november 19.)

- ↑ RSC9: Henry VI, Part 2. Shakespeare Birthplace Trust. (Hozzáférés: 2022. november 19.)

- ↑ RSC10: Henry VI, Part 2. Shakespeare Birthplace Trust. (Hozzáférés: 2022. november 19.)